# Rafael Caroca
Rafael Antonio Caroca Cordero (ur. 19 lipca 1989 w Curicó) – chilijski piłkarz pochodzenia wenezuelskiego występujący na pozycji defensywnego pomocnika, obecnie zawodnik Universidadu de Chile.

## Kariera klubowa
Caroca jest synem Chilijczyka i Wenezuelki, pochodzi z piłkarskiej rodziny – profesjonalnymi zawodnikami są jego młodsi bracia Ignacio oraz Matías. Wychowywał się w mieście Curicó, skąd w wieku piętnastu lat przeniósł się do stołecznego Santiago, gdzie dołączył do akademii juniorskiej krajowego giganta – CSD Colo-Colo (jego talent zauważył na jednym z młodzieżowych turniejów wysłannik tego klubu, Marcelo Espina). W chilijskiej Primera División zadebiutował za kadencji tymczasowego szkoleniowca Fernando Astengo (w tym czasie prowadzony przez Claudio Borghiego trzon zespołu przebywał w Wenezueli przed meczem z Maracaibo w Copa Libertadores), 24 lutego 2008 w przegranym 1:4 spotkaniu z Ñublense. W swoim premierowym, wiosennym sezonie Apertura 2008 zdobył z Colo-Colo wicemistrzostwo Chile, pozostając jednak głębokim rezerwowym ekipy.
Latem 2008 Caroca – razem ze swoim kolegą klubowym José Pedro Fuenzalidą – został wypożyczony do niżej notowanego CD O’Higgins z miasta Rancagua, gdzie spędził sześć miesięcy bez większych sukcesów i nie potrafiąc przebić się do wyjściowej jedenastki. Po powrocie do Colo-Colo sytuacja ta nie uległa zmianie – wciąż pojawiał się na boisku niemal wyłącznie jako rezerwowy i w jesiennym sezonie Clausura 2009 właśnie jako alternatywny gracz (tylko cztery mecze) wywalczył z ekipą Hugo Tocallego tytuł mistrza Chile. Jeszcze rzadsze występy notował w sezonie 2010, kiedy to Colo-Colo zdobyło wicemistrzostwo kraju, a on sam po tym sukcesie odszedł na roczne wypożyczenie do Deportes La Serena. W tej stosunkowo skromnej drużynie zagwarantował sobie pewne miejsce w środku pola, a 24 kwietnia 2011 w wygranej 1:0 konfrontacji z Uniónem San Felipe strzelił pierwszą bramkę w najwyższej klasie rozgrywkowej.
Wypożyczenie do La Serena stanowiło przełom w karierze Carocy – tym razem po powrocie do Colo-Colo został on podstawowym środkowym pomocnikiem drużyny. Trafił jednak na mniej obfity w sukcesy okres w nowożytnych dziejach klubu, a ponadto po kilku miesiącach zaczął przegrywać rywalizację w linii pomocy z Fernando de la Fuente. Na koniec roku kalendarzowego został wystawiony przez zarząd na listę transferową, a wobec fiaska poszukiwań nowego pracodawcy został zesłany do trzecioligowych rezerw, gdzie spędził całe kolejne sześć miesięcy. Dopiero w lipcu 2013 udał się na wypożyczenie do Deportes Iquique, gdzie od razu wywalczył sobie niepodważalne miejsce w pierwszym składzie. W 2014 roku zdobył z Iquique puchar kraju – Copa Chile, a także zajął drugie miejsce w superpucharze – Supercopa de Chile. Po tych osiągnięciach dołączył do ekipy na zasadzie transferu definitywnego, a ogółem w barwach Iquique spędził cztery lata jako wyróżniający się gracz zespołu.
Latem 2017 Caroca na zasadzie wolnego transferu zasilił ówczesnego mistrza kraju – stołeczny Club Universidad de Chile.

## Kariera reprezentacyjna
W maju 2008 Caroca został powołany przez selekcjonera Marcelo Bielsę do reprezentacji Chile U-23 na prestiżowy młodzieżowy Turniej w Tulonie. Tam (będąc drugim najmłodszym graczem w zespole, po Eduardo Vargasie) rozegrał trzy z pięciu możliwych meczów (wszystkie w wyjściowym składzie), zaś jego kadra dotarła do finału rozgrywek, ulegając w nim Włochom (0:1). Sam zebrał natomiast bardzo pozytywne recenzje za dobre występy na francuskich boiskach. W styczniu 2009 znalazł się w ogłoszonym przez Ivo Basaya składzie reprezentacji Chile U-20 na Mistrzostwa Ameryki Południowej U-20. Podczas tego rozgrywanego w Wenezueli turnieju miał niepodważalną pozycję w składzie – rozegrał wszystkie cztery mecze w pełnym wymiarze czasowym, lecz Chilijczycy odpadli z imprezy już w pierwszej rundzie i nie awansowali na Mistrzostwa Świata U-20 w Egipcie.
W czerwcu 2009 Caroca wraz z reprezentacją Chile U-23 prowadzoną przez Basaya wziął udział w kolejnym Turnieju w Tulonie. Tym razem jego kadra spisała się jeszcze lepiej niż rok temu – wygrała rozgrywki, pokonując w finale Francję (1:0), a on sam wystąpił w trzech z pięciu meczów (we wszystkich w pierwszym składzie). Rok później został powołany na kolejny, trzeci już z rzędu Turniej w Tulonie, gdzie zagrał we wszystkich pięciu spotkaniach od pierwszej do ostatniej minuty, zaś ekipa prowadzona przez Césara Vaccię uległa w półfinale późniejszemu triumfatorowi – WKS (0:2) i zajęła ostatecznie czwarte miejsce.
W seniorskiej reprezentacji Chile Caroca zadebiutował za kadencji selekcjonera Marcelo Bielsy, 4 czerwca 2008 w wygranym 2:0 meczu towarzyskim z Gwatemalą.